# 베를린-할레선
베를린-할레선(독일어: Bahnstrecke Berlin–Halle)은 독일 베를린에서 시작하여 브란덴부르크주, 작센안할트주를 통과하여 할레를 연결하는 간선 철도 노선이다. 베를린-안할트 철도 회사(Berlin-Anhaltische Eisenbahn-Gesellschaft)의 사유 철도 노선으로 출발했다. 베를린에서 시작하여 위터보크, 비텐베르크를 경유하여 할레로 연결된다. 베를린-팔레르모 철도 축선의 일부를 구성한다. 베를린 시내에서는 안할트선(독일어: Anhalter Bahn)으로 불리며, 베를린 S반의 안할트 근교선이 병주한다. 할레 일대에서는 중부독일 S반 일부 노선이 운행한다.

## 기술 사양

### 최고 속도
텔토(12.36 km)부터 비터펠트(132.10 km) 구간은 2006년 5월부터 200 km/h 운행이 가능하다. 루터슈타트 비텐베르크 일대(92.9 km-97.5 km)에서는 영업 최고 속도가 160 km/h로 제한된다. 2010년 6월부터 2013년 12월 13일까지는 그레펜하이니헨-물덴슈타인(126 km-116 km) 및 블뢴스도르프-차나(84 km-75 km) 구간에 신형 차축온도검지장치가 설치되지 않아서 에서 160 km/h로 제한되었다가 2013년 12월 이후부터 200 km/h 운행이 재개되었다.

## 참고 문헌
- Peter Bley (1990). 《150 Jahre Berlin-Anhaltische Eisenbahn》. Düsseldorf: alba. ISBN 3-87094-340-8.